# Masataka Sakamoto
Masataka Sakamoto (født 24. februar 1978) er en tidligere japansk fodboldspiller.
Han har spillet for flere forskellige klubber i sin karriere, herunder JEF United Chiba og Albirex Niigata.